# Feuerball (Explosion)

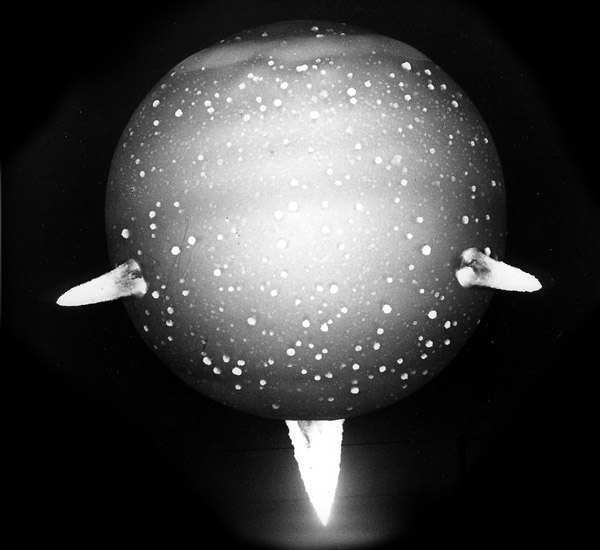
Feuerball einer Atombombenexplosion, aufgenommen mit einer Rapatronic-Kamera

Als Feuerball (auch Isothermalsphäre oder Feuerblase) bezeichnet man allgemein bei Explosionen und speziell bei Atombombenexplosionen jene glühende Wolke, die sich um das Explosionszentrum bildet. Der Feuerball einer Nuklearexplosion besteht teilweise aus den gasförmigen Resten der Atomwaffe, zum größten Teil jedoch aus Luft, die durch Strahlung oder durch die Stoßwelle erhitzt und teilweise ionisiert wurde. Der Feuerball ist optisch als annähernd kugelförmige, grell leuchtende Wolke zu erkennen und klar von der Umgebung abgegrenzt, wie Hochgeschwindigkeitsaufnahmen von Atomtests zeigen. Im Kern des Feuerballs können Temperaturen von mehr als 1,5 Millionen Grad Celsius entstehen. Berührt der Feuerball den Erdboden, spricht man von einer Bodenexplosion, ansonsten von einer Luftexplosion.
Bei nichtnuklearen Explosionen hängt die Gestalt, Leuchtkraft und Abgrenzung des Feuerballs von der Art des verwendeten Sprengstoffs oder Brennstoffs ab. Bei Filmproduktionen werden häufig mit Benzin versetzte pyrotechnische Sätze verwendet, um besonders effektvolle, langlebige Feuerbälle zu erzeugen.